# Marie Drucker
Marie Drucker (Parigi, 3 dicembre 1974) è una giornalista, conduttrice radiofonica, conduttrice televisiva e documentarista francese.

## Biografia
Figlia del dirigente televisivo Jean Drucker, nipote del conduttore televisivo Michel Drucker e cugina dell'attrice Léa Drucker, Marie Drucker ha conseguito una laurea in lettere moderne, presso l'Università di Parigi-Sorbona, e il diploma di giornalista, presso il Centro per la Formazione e lo Sviluppo dei Giornalisti (CFPJ).
Conduttrice di Soir 3 su France 3 dal 2005 al 2008, dal 2008 al 2016 Drucker è conduttrice sostitutiva del telegiornale delle 13:00 e delle 20:00 su France 2. Dal 2010 lavora anche per la stampa scritta, oltre che in radio come conduttrice, prima su Europe 1 tra il 2008 e il 2010, poi su RTL dal 2011 al 2016.
Dal settembre 2005 al luglio 2008, in seguito alla rivelazione della sua relazione con il politico François Baroin, allora ministro per la Francia d'oltremare, Marie Drucker ha rinunciato a presentare il notiziario televisivo Soir 3 sul canale France 3 per tutta la durata della campagna elettorale per le elezioni presidenziali in Francia del 2007, dal 23 febbraio al 7 maggio, nello spirito della jurisprudence Anne Sinclair avviata nel 1997.

## Filmografia

### Attrice
- Sono dappertutto (Ils sont partout), regia di Yvan Attal (2016)
- Un altro mondo (Un autre monde), regia di Stéphane Brizé (2021)
- Le occasioni dell'amore (Hors-saison), regia di Stéphane Brizé (2023)

### Sceneggiatrice
- Le occasioni dell'amore (Hors-saison), regia di Stéphane Brizé (2023)

## Opere
- (FR) La perruque de Joseph Haydn, collana Les histoires musicales imaginaires de Marie Drucker, Bleu Nuit, 16 novembre 2010, ISBN 978-2358840040.
- (FR) La petite Danseuse de Maurice Ravel, collana Les histoires musicales imaginaires de Marie Drucker, Bleu Nuit, 17 dicembre 2010, ISBN 978-2358840057.
- (FR) En forme!, illustrazioni di Amélie Fonlupt, Robert Lafon, 2023, ISBN 978-2749946221.